# Вторинні матеріальні ресурси Вінницької області
Вторинні матеріальні ресурси Вінницької області представлені відходами гірничо-видобувної промисловості та продуктами, які отримуються при переробці або використанні мінеральної сировини. Найбільший інтерес, як в економічному так і екологічному плані, являють: вапнякові відходи цукрозаводів (дефекат), вапнякове борошно, що утворюється при виготовленні стінових блоків, зола і шлаки Ладижинської ГРЕС, фосфогіпс Вінницького хімзаводу, відходи збагачення каолінів, гранітні відсіви, розкривні породи ряду кар'єрів .
Дефекат, накопичений в відстійниках цукрових заводів, практично складається з гашеного вапна з домішкою дрібних частинок вапняку, ґрунту й органіки. В області щорічно акумулюється до 500 тис. тонн дефекату. На цукрозаводах його накопичено, щонайменше, кілька мільйонів тонн. Дефекат є одним з найкращих і найбільш дешевих меліорантів для кислих ґрунтів, що складають близько 70 % орних земель Вінниччини. Він може бути повторно використаний в цукроварінні, для виробництва цементу та інших цілей. Основна проблема, що виникає при його використанні — висока вологість відходів.
Для вапнування кислих ґрунтів також успішно можна використовувати вапнякове борошно.
У відвалах Ладижинської ГРЕС накопичено понад 16 млн м3 золошлаков. У незначних обсягах вони разом із золою використовуються як наповнювачі при виробництві залізобетонних виробів.
Ладижинські шлаки, після їх просіювання, можуть бути використані як замінники щебеню в бетонах і матеріалах для дорожнього будівництва. Золошлаки також можуть бути використані для виробництва цементу і безклінкерний в'яжучих, штучних пористих наповнювачів бетонів — аглопорита, зольного гравію і глинозольного керамзиту, мінеральної вати і литих виробів. Вони являють собою ефективне сировину для виготовлення силікатної цегли, пінобетону, глинозольного кераміки. Добавка золи і мелених шлаків до цегельних глин і суглинків значно покращує якість керамічної цегли. Неподалік ГРЕС розвідано родовище глинистого сировини, при змішуванні якого з золою отримують високоякісний керамічна цегла.
Фосфогіпс Вінницького хімзаводу раніше частково використовувався для меліорації солончаків в південних областях України. Однак існує проблема його утилізації у відвалах. Отриманий при переробці Хибинского апатиту фосфогіпс, на відміну від аналогічного продукту з африканських фосфоритів, повністю відповідає радіаційним і гігієнічним вимогам до будівельних матеріалів. Ще в 70-і роки був розроблений проект цеху по переробці фосфогіпсу на високомарочних гіпсові в'яжучі речовини.
При збагаченні Глуховецького і Турбовського каолінів піски діляться на дві окремі фракції: грубозернисту, використовувану в інших виробництвах, і дрібнозернисту, використання якої є досить проблематичним у зв'язку з накопиченням в ній радіоактивних мінералів.
Значні обсяги розкривних порід багатьох кар'єрів можуть бути використані як сировина для виготовлення цегли та іншої кераміки. Наприклад, на Дмитрашку-Трудовська, Клембівському, Студенському вапнякових кар'єрах. Як будівельні піски — матеріали Погребищенського, Черепашинського гранітних кар'єрів, Вендичанського глинового кар'єра.